# Rock Creek Park

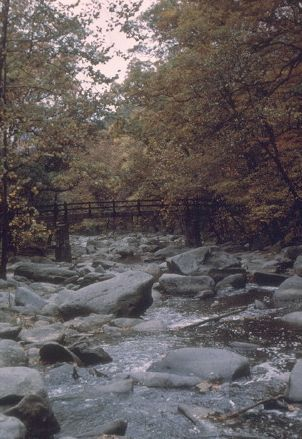
Brücke über den Rock Creek

Der Rock Creek Park ist ein Stadtpark im Nordwesten von Washington, D.C. Er wurde durch einen Beschluss des Kongresses im Jahr 1890 geschaffen. Der Park steht heute unter der Verwaltung des National Park Service.

## Geschichte
Am 27. September 1890 unterzeichnete Präsident Benjamin Harrison das Gesetz zur Schaffung des Rock Creek Parks. Dieser wurde nach dem Yellowstone (1872) und dem Mackinac (1875) der dritte Nationalpark in den Vereinigten Staaten. Außerdem ist er der älteste Stadtpark unter Verwaltung des National Park Service.
Im Jahr 1913 genehmigte der Kongress eine Erweiterung des Parks um einen Abschnitt vom Zoo bis zur Mündung des Rock Creek in den Potomac River.
Steine, die bei Renovierungsarbeiten im Kapitol anfielen, wurden in den 1970er-Jahren im Park entsorgt und sollen entfernt werden.
Am 23. Oktober 1991 wurde der Park in das National Register of Historic Places aufgenommen.

## Lage

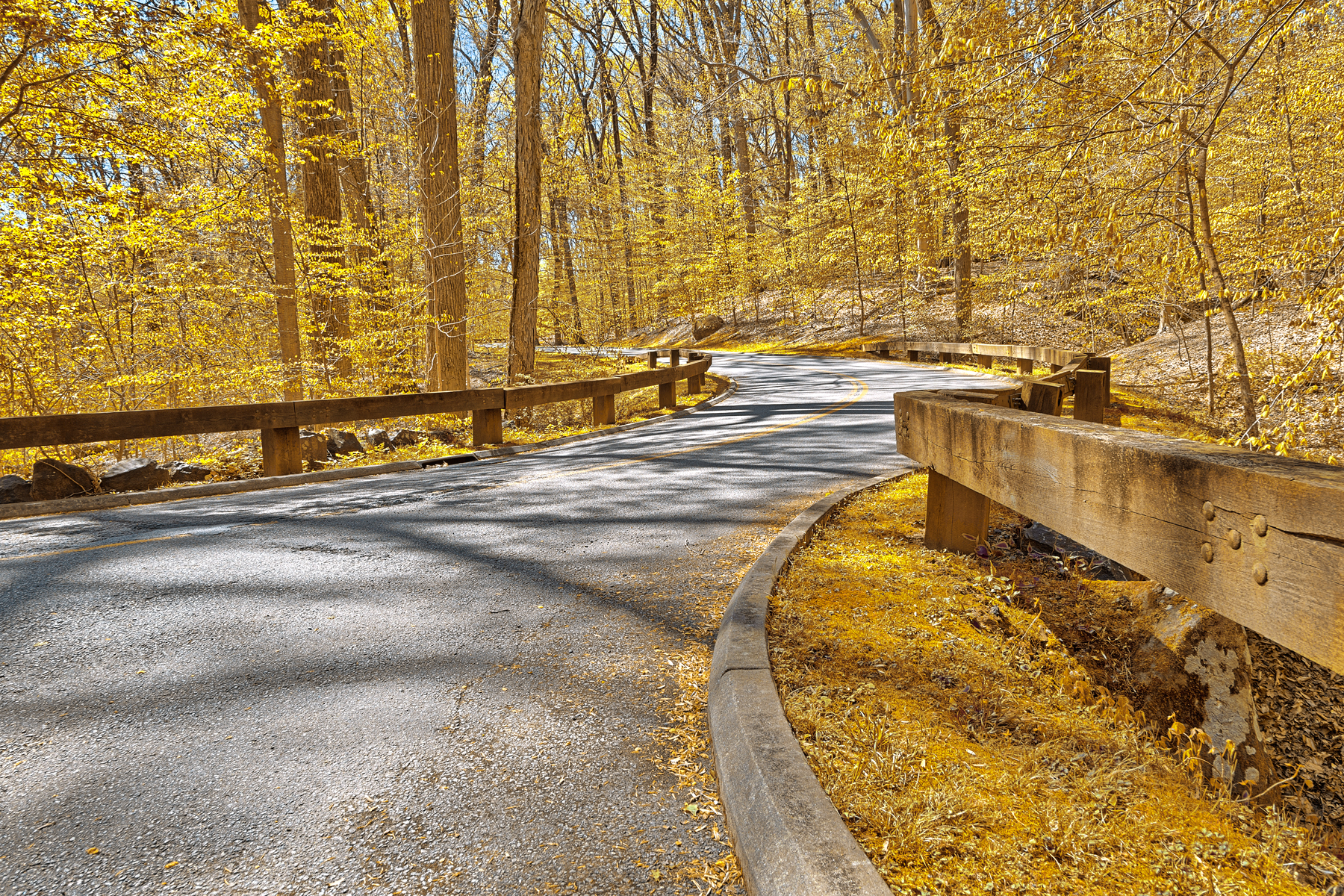
Straße im Rock Creek Park

Der ursprüngliche Park umfasst ein Gebiet von etwa 7,1 km². Zählt man die im Laufe der Jahrzehnte hinzugekommenen Flächen hinzu, ergibt sich eine Fläche von mehr als 8 km². Dort befinden sich unter anderem ein Golfplatz, Reitwege, Sporteinrichtungen, ein Planetarium sowie Picknick- und Spielplätze. Darüber hinaus finden regelmäßig Ausstellungen und Konzerte statt. Der Rock Creek Park ist außerdem ein beliebter Ort zum Spazieren, Joggen, Inlineskaten und Radfahren.
Obwohl in Washington, D.C. traditionell zwischen Quadranten der Stadt (Nordwesten, Nordosten, Südwesten, Südosten) unterschieden wird, besonders wenn ethnische oder soziale Abgrenzungen thematisiert werden, trennt der Park auch Stadtteile wie Georgetown oder Spring Valley vom Rest der Stadt. Daher sind auch Bezeichnungen wie WOTP (West of the Park) und EOTP (East of the Park) geläufig.